# ألفرد أثيرتون
ألفرد أثيرتون (بالإنجليزية: Alfred Atherton)‏ هو دبلوماسي أمريكي، ولد في 22 نوفمبر 1921، وتوفي في 30 أكتوبر 2002.

## وصلات خارجية
- ألفرد أثيرتون على موقع مونزينجر (الألمانية)
- ألفرد أثيرتون على موقع إن إن دي بي (الإنجليزية)